# Interstellar Boundary Explorer
Interstellar Boundary Explorer (IBEX; deutsch Interstellare-Grenzschichten-Erforscher) ist ein NASA-Forschungssatellit zur Erforschung der Wechselwirkung des Sonnenwindes mit dem interstellaren Medium. Er registriert und kartiert energiereiche elektrisch neutrale Atome (ENA), die in der Heliohülle, dem äußeren Bereich der Heliosphäre, erzeugt werden.
Die IBEX-Mission wird im Rahmen des Small-Explorer-Programms durchgeführt. Nach dem erfolgreichen Start hat der Satellit die zusätzliche Bezeichnung Explorer 91 erhalten.

## Mission

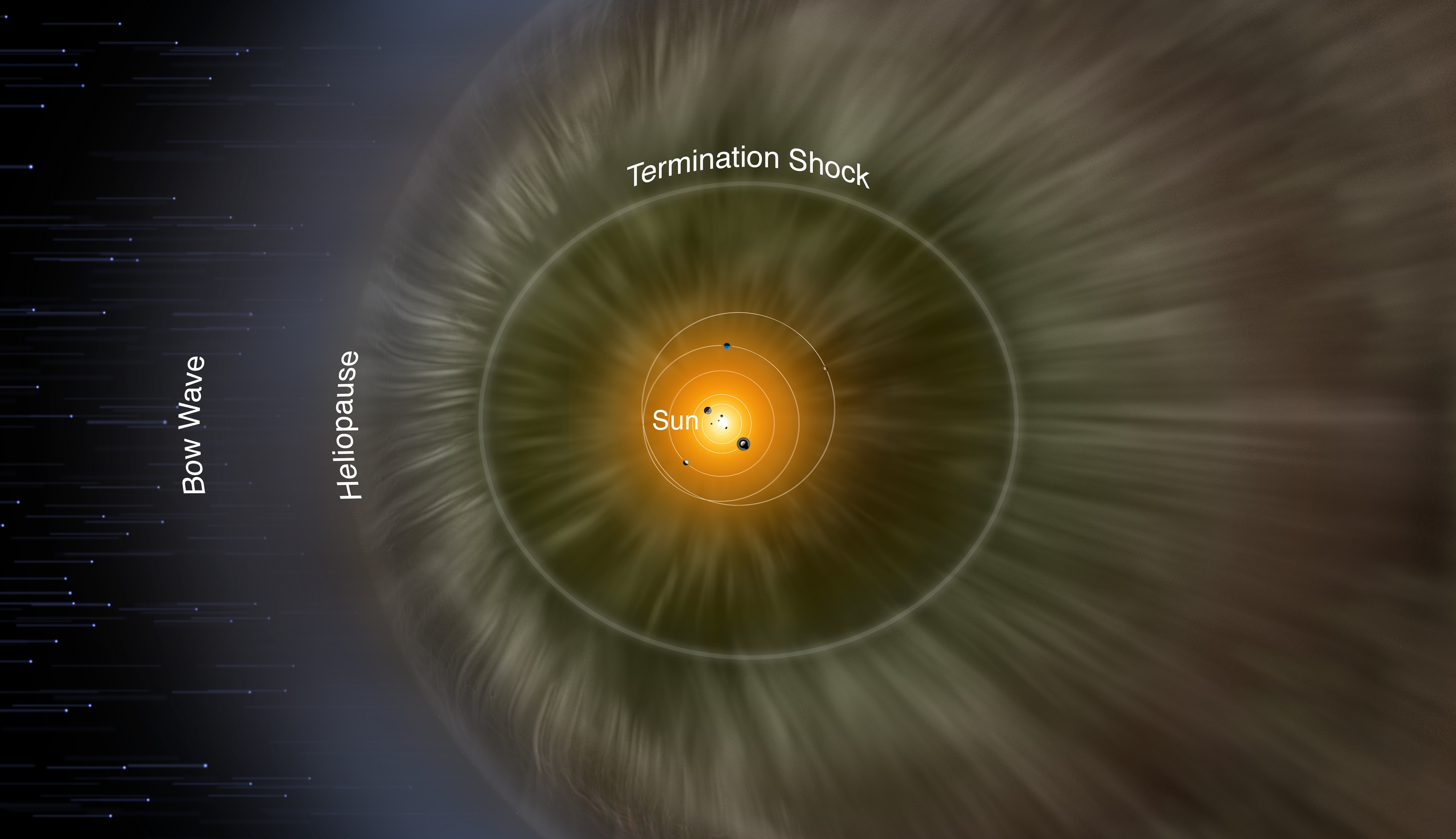
Aufbau der Heliosphäre. Die Heliopause bildet die Grenze zum interstellaren Raum

Die bis dahin einzigen Messungen aus dem äußeren Sonnensystem stammten von den Raumsonden Pioneer 10 und 11 sowie Voyager 1 und 2. Am wichtigsten waren dabei die Daten der Voyager-Sonden, da zu ihnen noch Kontakt bestand, als sie die Randstoßwelle (termination shock) durchquerten und die Heliohülle erreichten. IBEX führt im Gegensatz zu ihnen keine In-situ-Messungen durch, sondern bleibt in einer Erdumlaufbahn.

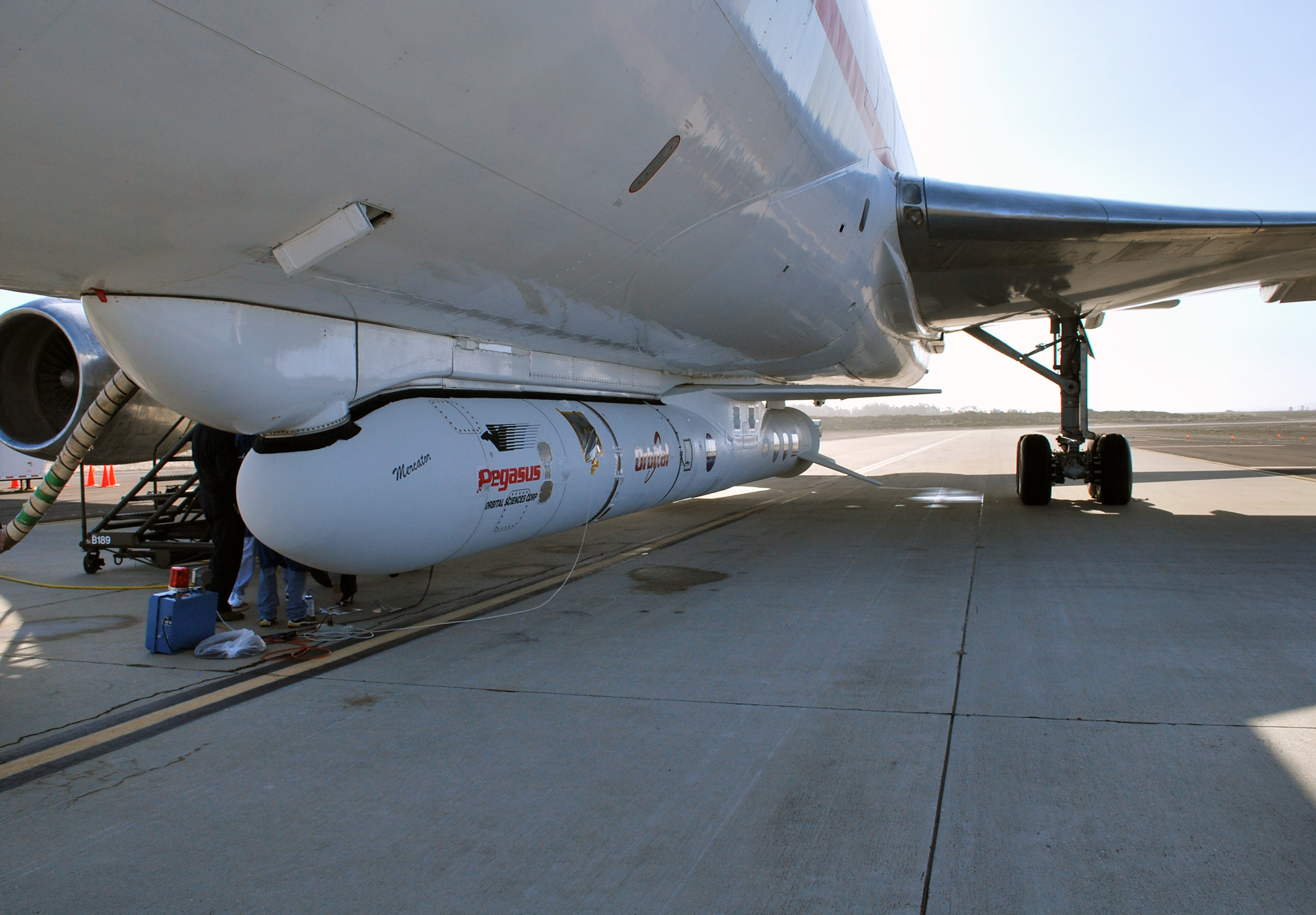
Pegasus-XL-Trägerrakete vor dem Start

IBEX wurde von einer flugzeuggestützten Pegasus-XL-Rakete mit zusätzlicher Star-27H-Oberstufe ins All gebracht. Der Startplatz des Trägerflugzeug des Typs L-1011 war das Kwajalein-Atoll im Pazifik. Die L-1011 mit dem Namen „Stargazer“ hob am 19. Oktober 2008 um 16:51 UTC von der Kwajalein Missile Range zu einem Nachtstart ab, nach Ortszeit war es 3:51 Uhr am 20. Oktober. Der Abwurf erfolgte um 17:48 UTC aus 39.000 ft (ca. 11.900 m) Höhe in der Kwajalein Drop Zone nördlich des Atolls bei etwa 167,6° Ost, 10,5° Nord
Der hoch exzentrische Orbit hatte direkt nach dem Start eine Bahnneigung von 11,3°, ein Perigäum von 226 km und ein Apogäum von 250.300 km bei einer Umlaufzeit von 7.921 Minuten. IBEX vergrößerte die Bahnhöhe und insbesondere das Perigäum in den ersten 45 Tagen der Mission mit Hilfe seines eigenen Triebwerks, um schließlich einen Orbit mit einem Perigäum von 7000 km und einem Apogäum von ca. 50 Erdradien (ca. 317.850 km) und einer Periode von etwa 8 Tagen zu erreichen. Im November 2011 wurde die Umlaufbahn erneut geändert. Die Umlaufdauer wurde auf 9,1 Tage justiert, was genau einem Drittel eines siderischen Monats entspricht. Damit ist die Bewegung von IBEX mit der des Mondes synchronisiert, wobei darauf geachtet wurde, dass IBEX dem Mond nie besonders nahekommt. Dadurch lassen sich Gravitationseinflüsse und somit notwendige Bahnkorrekturen vermeiden.

## Aufbau

### Basis
Der nur 107 kg schwere Satellit ist auf einer oktogonalen Struktur aufgebaut, die von den Orbcomm-Kommunikationssatelliten abgeleitet ist. Hersteller ist die Orbital Sciences Corporation. Der Satellit ist spinstabilisiert, wobei die Rotationsachse stets auf die Sonne ausgerichtet wird. IBEX besitzt ein Hydrazin-Antriebssystem, das dazu dient, nach dem Start das Perigäum auf 7000 km anzuheben.

### Instrumente
An Bord von IBEX befinden sich lediglich zwei einfach aufgebaute Ein-Pixel-Sensoren. Jeweils eines der senkrecht zur Rotationsachse des Satelliten angebrachten Instrumente dient der Registrierung von hoch- und niederenergetischen elektrisch neutralen Partikeln (IBEX-Hi und IBEX-Lo). Diese sind an jeweils gegenüberliegenden Seiten des Satelliten angebracht. Beide Sensoren werden von einer gemeinsamen Elektronik ausgelesen. Durch die Rotation des Satelliten und der Rotation der stets auf die Sonne ausgerichteten Rotationsachse im Laufe eines Jahres wird der gesamte Himmelsbereich durch die Detektoren erfasst und kartiert.

## Forschungsergebnisse

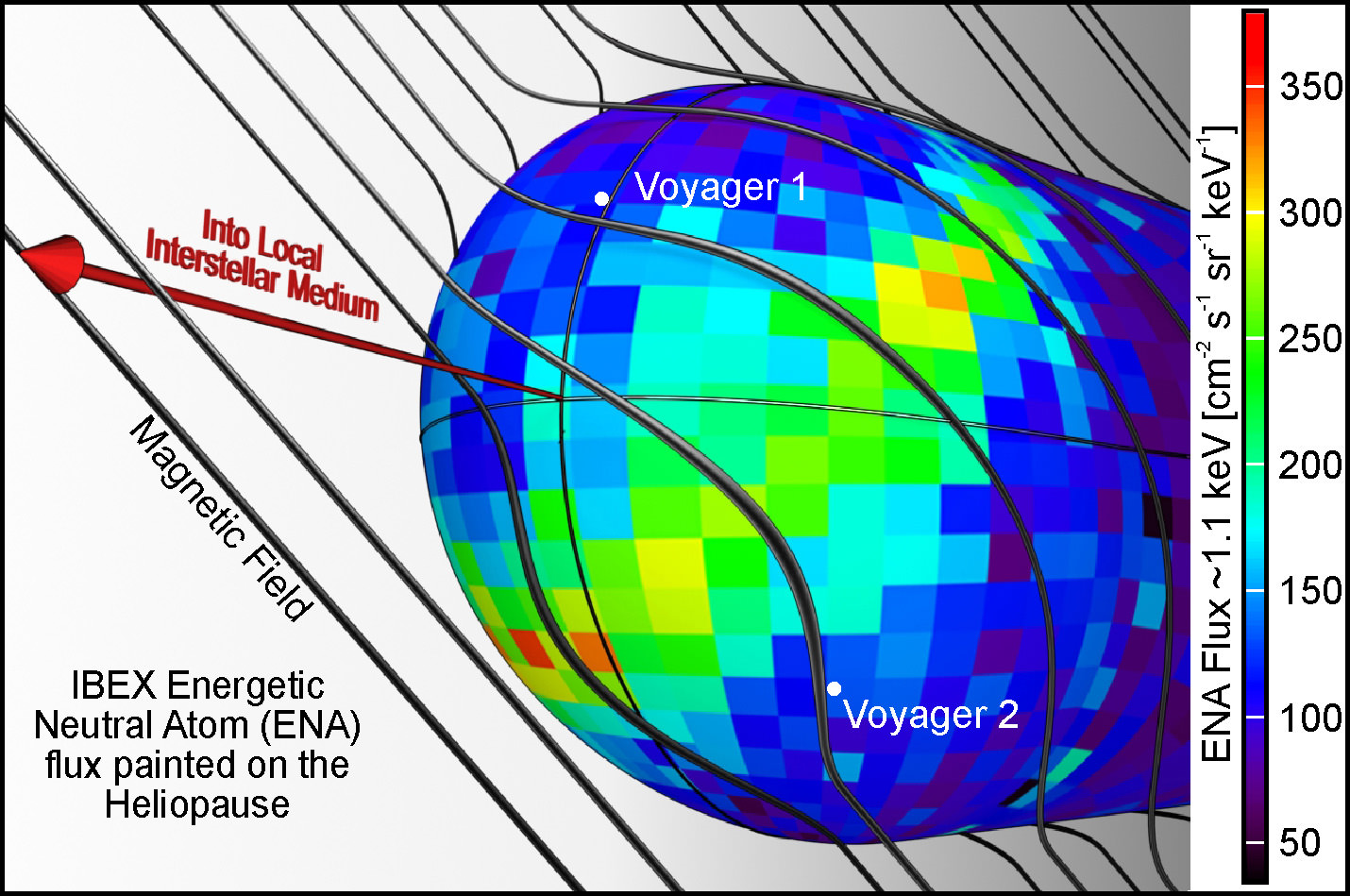
Winkelverteilung elektrisch neutraler Atome (ENA), gemessen von IBEX. Aus dem bandförmigen Winkelbereich kommen deutlich mehr ENA.

Nach Untersuchungen von Daten der Voyagersonden und IBEX (2012) bewegt sich die Sonne so langsam durch das interstellare Gas, dass es keine Bugstoßwelle (Bow Shock) gibt. Dabei wurden auch erstmals Indizien für einen „Schweif“ der Heliosphäre unseres Sonnensystems gefunden. Kombinierte Langzeitmessungen mit den Raumsonden Voyager 1 und 2, Cassini und IBEX legten 2017 jedoch nahe, dass die Heliosphäre eher kugelförmig ist.
Unerwartet war die Entdeckung, dass die neutralen Teilchen in erhöhtem Maße aus einem bandförmigen Raumwinkelbereich kamen. Diese Bandstruktur soll von der Umströmung der Heliosphäre im interstellaren Magnetfeld herrühren.
2016 beobachtete IBEX die Auswirkungen einer erhöhten Sonnenaktivität: In der zweiten Jahreshälfte 2014 hatten sich Dichte und Geschwindigkeit des Sonnenwindes erhöht, wodurch sein Druck um 50 % zunahm. Zwei Jahre später detektierte IBEX Sonnenwindteilchen, die den Rand der Heliosphäre erreicht hatten und von dort als neutrale Atome zurückgestreut worden waren.